# فروشگاه آیدل
فروشگاه آیدل (انگلیسی: CEO-dol Mart; کره‌ای: 사장돌마트) یک مجموعه تلویزیونی اینترنتی کره جنوبی سال ۲۰۲۳ با بازی لی شین یونگ، شیومین، هیونگ‌وون، چوی جونگ وون، چوی وون میونگ و لی سه اون است. این مجموعه از ۱۵ سپتامبر ۲۰۲۳، جمعه‌ها ساعت ۱۶:۰۰ (کی‌اس‌تی) از تیوینگ پخش شد. فروشگاه آیدل همچنین برای استریم در ویکی در مناطق منتخب قابل دسترسی است.

## بازیگران

### اصلی
- لی شین یونگ در نقش چوی هو رانگ: لیدر گروه پسرانه منحل شده تاندر بویز که در ازای دستمزدهای پرداخت نشده تبلیغات، ناگهان صاحب بورام مارت و رئیس آن می‌شود.[۴]
- شیومین در نقش شین ته هو: رقصنده اصلی گروه و صندوقدار در بورام مارت[۵]
- هیونگ‌وون در نقش جو یی جون: رپر گروه و مسئول بخش غذاهای دریایی در بورام مارت[۶]
- چوی جونگ وون در نقش اوه یه ریم[۷]
- چوی وون میونگ در نقش اون یونگ مین: وکالیست گروه و مسئول بخش گوشت در بورام مارت[۸]
- لی سه اون در نقش یون سانگ وو: جوانترین و محبوب‌ترین عضو گروه[۹]

### مکمل
- کیم شا نا در نقش کیم جی نا: عضو یک گروه دخترانه[۱۰]
- لی سانگ جین در نقش لی جی اوک[۱۱]
- سونگ یونگ جه[۱۲]